# Chalcosyrphus libo
Chalcosyrphus libo är en tvåvingeart som först beskrevs av Walker 1849.  Chalcosyrphus libo ingår i släktet mulmblomflugor, och familjen blomflugor. Inga underarter finns listade i Catalogue of Life.